# Palacio de Justicia del Condado de Webster (Nebraska)
El Palacio de Justicia del Condado de Webster (en inglés, Webster County Courthouse) es un edificio de gobiernbo ubicado en el condado de Webster, en Nebraska (Estados Unidos). Es de estilo neorrenacentista y se construyó en 1914. Es uno de los diez juzgados de Nebraska diseñados por William F. Gernandt. Su diseño es similar al de Gernandt para el palacio de Palacio de Justicia del Condado de Dawson (Nebraska), que se construyó entre 1913 y 1914. Ambos figuran en el Registro Nacional de Lugares Históricos (NRHP).

## Descripción
El edificio tiene dos pisos de altura con paredes de ladrillo marrón (en realidad "Goldenrod Brick", de Sunderland Brothers de Omaha) y con molduras de piedra caliza. Se asienta sobre un sótano elevado hecho de ladrillo rústico y piedra caliza de Bedford.

Su nominación NRHP describe la principal característica arquitectónica del palacio de justicia:
« El arquitecto ha ampliado una forma que usó para su palacio de justicia del condado de Dawson, arcadas de ladrillo con adornos de piedra entre pilastras. Para el palacio de justicia del condado de Webster, las arcadas se han convertido en la característica de diseño dominante, y los pabellones con arcadas se encuentran en las fachadas sur, este y oeste. Las arcadas de ladrillo de arco de medio punto recortadas en piedra brotan de capiteles de piedra de pilastras de ladrillo relativamente simples. La arcada consta de ocho arcos en la fachada principal y tres en los laterales donde sobresale más de la superficie del muro que la arcada principal. Parapetos altos y ligeramente arqueados tienen un curso de piedra dentada que sigue esta forma arqueada. A continuación se muestra una cornisa metálica con mutules con una fila de dientes debajo. Las formas llaman aún más la atención sobre las arcadas ». : 6 
Fue incluido en el NRHP  en 1981.  Se consideró importante por su arquitectura y por su papel "como punto focal para la administración del gobierno local y las instituciones en el condado de Webster. Es un buen ejemplo de arquitectura pública en la comunidad y contiene buenos ejemplos de características de diseño e instalaciones distintivas de su diseño y uso como palacio de justicia". : 9 
Es una de varias propiedades incluidas en la lista del NRHP asociadas con Willa Cather.